# Tere woudbraam
Tere woudbraam (Rubus iuvenis) is een plantensoort uit het geslacht braam (Rubus).

## Determinatie
Tere woudbraam is een halfstruik. De bladloot is rondachtig, gestreept, 2,5–5 mm dik en matig tot dicht afstaand behaard, alhoewel zelden ook vrijwel kale bladloten worden aangetroffen. De bladeren hebben een grof gezaagde bladrand en een toegespitst omgekeerd-eirond topblad. De bloeiwijze heeft zeer talrijke, gele naaldstekels en lange, bleke klieren. De soort bloeit in eind juni tot juli.

## Ecologie
Tere woudbraam komt vooral voor op humusrijke grond in oude, vrij vochtige bossen.

### Syntaxonomie
In de syntaxonomie staat tere woudbraam te boek als kensoort voor de associatie van schaduwkruiskruid en tere woudbraam.

## Verspreiding
Het volledige verspreidingsgebied van tere woudbraam is nog niet bekend. De soort is tot nu toe bekend uit Nederland, West-Duitsland (in de omgeving van Aken/Monschau), België en het noordelijke deel van Noord-Frankrijk. In Nederland is tere woudbraam landelijk gezien een zeldzame soort. Het zwaartepunt ligt in Zuid-Limburg, waar ze in bosgebieden nog vrij algemeen is.